# The Ball of Yarn
The Ball of Yarn  è un cortometraggio muto del 1913 diretto da Norval MacGregor, all'esordio come regista, scritto e interpretato da Nell Shipman.

## Produzione
Il film venne girato in California, a Echo Park, (Los Angeles).